# Ruthenarsenit
Ruthenarsenit ist ein sehr selten vorkommendes Mineral aus der Mineralklasse der Sulfide und Sulfosalze. Es kristallisiert im orthorhombischen Kristallsystem mit der chemischen Zusammensetzung (Ru,Ni)As und bildet bis zu 100 μm große Einschlüsse in Rutheniridosmin von blass orange-brauner bis braun-grauer Farbe.

## Etymologie und Geschichte
Das Mineral wurde erstmals 1974 von D.C. Harris in der Typlokalität, dem Waria-Fluss in der Provinz Oro in Papua-Neuguinea gefunden. Es ist nach seiner Zusammensetzung aus den Elementen Ruthenium und Arsen benannt.

## Klassifikation
In der Systematik nach Strunz wird Ruthenarsenit zu den Sulfiden und Sulfosalzen gezählt. Nach der 8. Auflage bildet es dabei zusammen mit Breithauptit, Cherepanovit, Freboldit, Hexatestibiopanickelit, Kotulskit, Nickelin, Langisit, Polarit, Sederholmit, Sobolevskit, Sorosit, Stumpflit und Sudburyit eine Untergruppe der Sulfide mit einem Verhältnis von Metall zu Schwefel, Selen oder Tellur von 1:1. In der 9. Auflage bildet es mit Cherepanovit, Modderit und Westerveldit eine Untergruppe der Verbindungen von Metallsulfiden mit Eisen, Cobalt, Nickel usw. und einem Verhältnis von 1:1. 
In der Systematik nach Dana bildet es mit Cherepanovit eine Untergruppe der Sulfide, Selenide und Telluride mit der Zusammensetzung Am Bn Xp, mit (m+n):p=1:1.

## Bildung und Fundorte
Ruthenarsenit bildet sich als Einschuss in natürlichen Osmium-Iridium-Ruthenium-Legierungen sowie in Ultramafititen. Es ist vergesellschaftet mit Rutheniridosmin, Irarsit und Iridarsenit.
Vom sehr seltenen Mineral sind bislang (Stand Juni 2010) nur fünf Fundorte bekannt. Neben der Typlokalität sind dies Amdo in der Autonomen Gebiet Tibet (China), der Chankasee in Russland, die Onverwacht-Mine bei Mashishing im Bushveld-Komplex, Südafrika sowie Goodnews Bay im US-Bundesstaat Alaska.

## Kristallstruktur
Ruthenarsenit kristallisiert im orthorhombischen Kristallsystem in der Raumgruppe Pnma (Raumgruppen-Nr. 62) mit den Gitterparametern a = 5,628 Å; b = 3,239 Å und c = 6,184 Å sowie vier Formeleinheiten pro Elementarzelle. Dies sind Angaben für künstlich hergestelltes Rutheniumarsenid.